# بوليسلاف ليفاندوفسكي
بوليسلاف ليفاندوفسكي (بالبولندية: Bolesław Lewandowski)‏ هو لاعب كرة قدم وملحن بولندي في مركز الهجوم، ولد في 5 يونيو 1935 في كاليش في بولندا، وتوفي في 10 مايو 1981 في وارسو في بولندا. شارك مع منتخب بولندا لكرة القدم. أما مع النوادي، فقد لعب مع غوارديا وارسو.